# Crambus nigriscriptellus
Crambus nigriscriptellus là một loài bướm đêm trong họ Crambidae.